# Butler Ames
Butler Ames (* 22. August 1871 in Lowell, Massachusetts; † 6. November 1954 in Tewksbury, Massachusetts) war ein US-amerikanischer Politiker. Zwischen 1903 und 1913 vertrat er den Bundesstaat Massachusetts im US-Repräsentantenhaus.

## Werdegang
Butler Ames war der Sohn von Adelbert Ames (1835–1933), einem General im Heer der Union während des Bürgerkrieges. Sein Großvater war Benjamin Franklin Butler (1818–1893), der ebenfalls Unionsgeneral im Bürgerkrieg war. Er besuchte die öffentlichen Schulen seiner Heimat und die Phillips Exeter Academy in Exeter (New Hampshire). Im Jahr 1894 absolvierte er die US-Militärakademie in West Point und war danach kurz als Leutnant Mitglied der United States Army. Danach studierte er bis 1896 am Massachusetts Institute of Technology. In den folgenden Jahren arbeitete er im elektrisch-mechanischen Handwerk. Gleichzeitig schlug er als Mitglied der Republikanischen Partei eine politische Laufbahn ein. Im Jahr 1896 saß er im Gemeinderat der Stadt Lowell. Zwischen 1897 und 1899 war er Abgeordneter im Repräsentantenhaus von Massachusetts. Während des Spanisch-Amerikanischen Krieges von 1898 stieg Ames bis zum Oberstleutnant auf und war in verschiedenen Funktionen eingesetzt.
Bei den Kongresswahlen des Jahres 1902 wurde Ames im fünften Wahlbezirk von Massachusetts in das US-Repräsentantenhaus in Washington, D.C. gewählt, wo er am 4. März 1903 die Nachfolge von William Shadrach Knox antrat. Nach vier Wiederwahlen konnte er bis zum 3. März 1913 fünf  Legislaturperioden im Kongress absolvieren. Im Jahr 1912 verzichtete er auf eine weitere Kandidatur. Nach dem Ende seiner Zeit im US-Repräsentantenhaus nahm Ames seine früheren Tätigkeiten wieder auf. Er war in den folgenden Jahren Präsident der United States Cartridge Co. und Finanzvorstand der Heinze Electrical Co. Außerdem war er Vorstandsmitglied bei einigen anderen Firmen. Politisch ist er nicht mehr in Erscheinung getreten. Butler Ames starb am 6. November 1954 in Tewksbury.